# アダマ・スマオロ
アダマ・スマオロ（Adama Soumaoro, 1992年6月18日 - ）は、フランス・フォントネ＝オー＝ローズ出身のサッカー選手。ボローニャFC所属。ポジションはDF。

## 経歴
2010年7月にリールに入団し、リザーブでのプレーをはじめる。
2011年にトップチーム昇格。2015-16シーズンはパリ・サンジェルマンFCに次ぐ防御率を誇るDF陣の一員となった。2016年、リールとの契約を2019年まで延長した。
2018-19シーズンにはイブラヒム・アマドゥからキャプテンマークを引き継いだ。
2020年1月31日、ジェノアCFCへレンタル移籍。
2021年1月10、ボローニャFCへのローン移籍が発表。